# Sematophyllum friesiorum
Sematophyllum friesiorum är en bladmossart som beskrevs av Potier de la Varde 1947. Sematophyllum friesiorum ingår i släktet Sematophyllum och familjen Sematophyllaceae. Inga underarter finns listade i Catalogue of Life.